# Akabanevirus
Het akabanevirus (wetenschappelijke naam: Akabane virus) is een virus dat voor het eerst geïsoleerd werd in Japan.
Het virus is van het geslacht orthobunyavirus en komt voor bij runderen, schapen en geiten. Het virus werd voor het eerst geïsoleerd in 1959 in het Japanse Akabane uit muggen van de soort Aedes vexans en het geslacht Culex. Het virus wordt overgebracht door verschillende soorten muggen en knutten. Meestal veroorzaakt het alleen een milde ziekte met koorts bij herkauwers, echter bij drachtige dieren kan het leiden tot ernstige aangeboren afwijkingen en abortussen.
Nederland werd in december 2011 overvallen door een verwant virus, het Schmallenbergvirus. Het virus werd in november ontdekt in de Duitse stad Schmallenberg. Het geeft aanleiding tot misgeboorte bij schapen en koeiendiarree.